# Kanato calmuco
El Kanato calmuco (en calmuco, Хальмг хана улс, romanizado: Xal'mg xana uls), a veces conocido como kanato de Kalmukia, era un kanato oirate en la estepa euroasiática. Se extendía por la actual Kalmukia y las zonas circundantes del Cáucaso septentrional, incluidas Stávropol y Astracán. Durante su independencia, los calmucos atacaron y se aliaron con Rusia, participando en numerosas expediciones militares contra los tártaros de Crimea, el Imperio otomano, las tribus musulmanas vecinas y los montañeses del norte del Cáucaso. El kanato fue anexado al Imperio ruso en 1771.

## Historia

### Período de autogobierno, 1630-1724
Al llegar a la región del bajo Volga en 1630, los Oirat acamparon en tierras que alguna vez fueron parte del Kanato de Astracán, pero que luego fueron reclamadas por el gobierno zarista. La región estaba ligeramente poblada, desde el sur de Saratov hasta la guarnición rusa en Astracán, y tanto en la orilla este como en la oeste del río Volga. El gobierno zarista no estaba preparado para colonizar la zona y no estaba en condiciones de impedir que los oirats acamparan en la región, pero tenía un interés político directo en garantizar que los oirats no se aliaran con sus vecinos de habla turca.
Los Oirats consolidaron rápidamente su posición expulsando a la mayoría de los habitantes nativos, la Horda Nogai. Grandes grupos de nogais huyeron al sureste, a la llanura del norte del Cáucaso y al oeste, a la estepa del Mar Negro, tierras reclamadas por el kanato de Crimea, vasallo o aliado de los turcos otomanos. Grupos más pequeños de nogais buscaron la protección de la guarnición rusa en Astracán. Las tribus nómadas restantes se convirtieron en vasallos de los Oirats.
Al principio, existió una relación incómoda entre los rusos y los Oirat. Eran habituales las incursiones mutuas por parte de los oirat en los asentamientos rusos y por parte de los cosacos y los baskires (vasallos musulmanes de los rusos) en los campamentos de los oirat. Se firmaron numerosos juramentos y tratados para garantizar la lealtad y la asistencia militar de Oirat. Aunque los Oirat se convirtieron en súbditos del zar, dicha lealtad por parte de los Oirat se consideró nominal.
En realidad, los Oirats se gobernaban a sí mismos según un documento conocido como el Gran Código de los Nómadas (Iki Tsaadzhin Bichig). El Código fue promulgado en 1640 por ellos, sus hermanos en zungaria y algunos de los mongoles orientales que se reunieron cerca de las montañas Tarbagatai en zungaria para resolver sus diferencias y unirse bajo la bandera de la secta Gelugpa. Aunque no se alcanzó el objetivo de la unificación, los líderes de la cumbre ratificaron el Código, que regulaba todos los aspectos de la vida nómada.

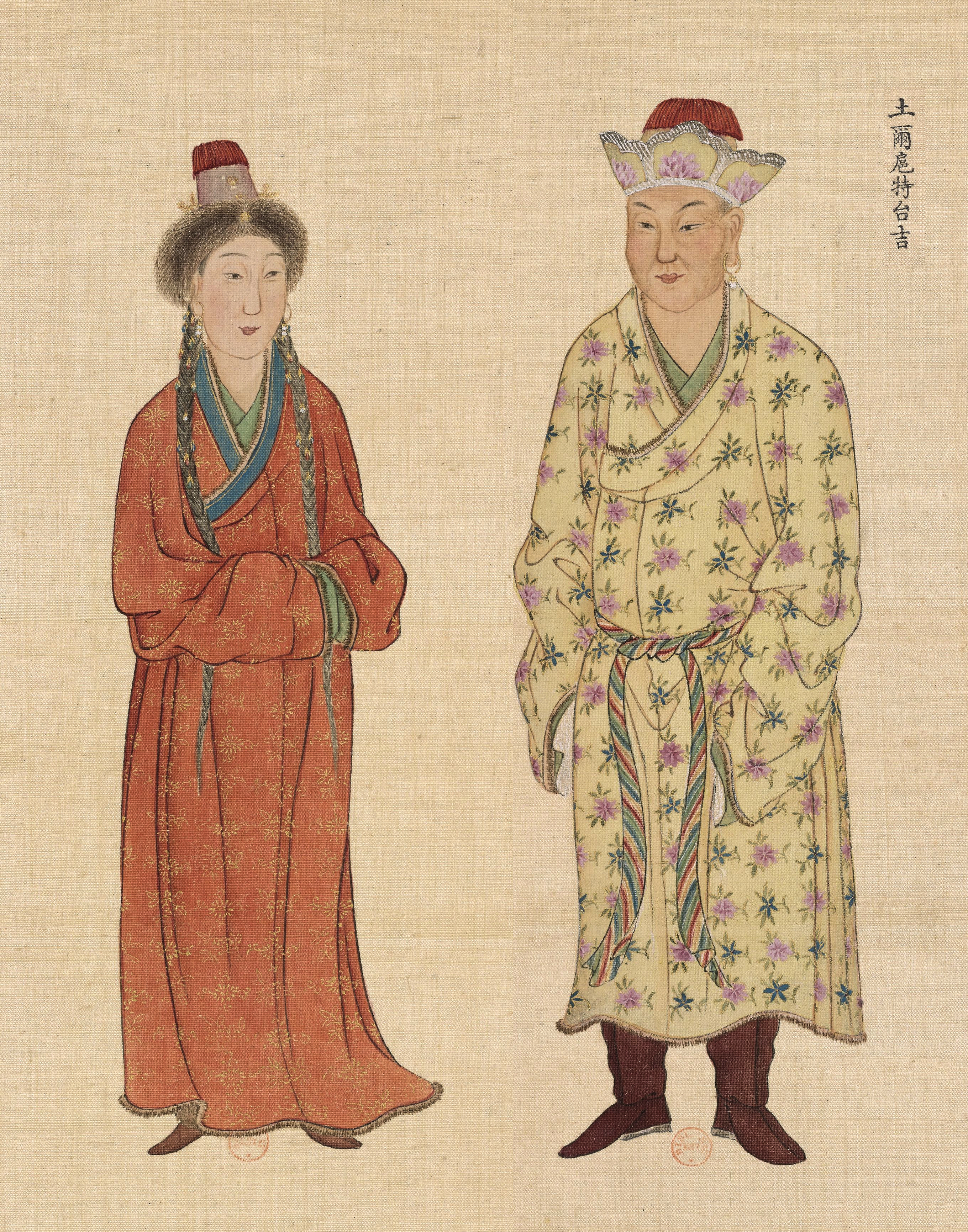
Tayiji (príncipe) de los Torghuts y su esposa (土爾扈特台吉). Huang Qing Zhigong Tu, 1769. Los Torghuts fueron los antepasados de los kalmukos.

Para asegurar su posición, los Oirats se convirtieron en una potencia fronteriza, aliándose a menudo con el gobierno zarista contra la población musulmana vecina. Durante la era de Ayuka Khan, los Oirat alcanzaron prominencia política y militar cuando el gobierno zarista buscó un mayor uso de la caballería Oirat en apoyo de sus campañas militares contra las potencias musulmanas en el sur, como Persia, el Imperio Otomano, los Nogay. y los tártaros de Kuban y el kanato de Crimea. Ayuka Khan también libró guerras contra los kazajos, subyugó a los turcomanos Mangyshlak y realizó múltiples expediciones contra los montañeses del norte del Cáucaso. Estas campañas resaltaron la importancia estratégica del kanato calmuco, que funcionaba como zona de amortiguamiento entre Rusia y el mundo musulmán, mientras Rusia libraba guerras en Europa. Para fomentar la liberación de los soldados de caballería de Oirat en apoyo de sus campañas militares, el gobierno zarista dependió cada vez más del suministro de pagos monetarios y productos secos al Oirat Khan y la nobleza de Oirat. En ese sentido, el gobierno zarista trató a los oirats como a los cosacos. Sin embargo, la provisión de pagos monetarios y productos textiles no detuvo los ataques mutuos y, en algunos casos, ambas partes no cumplieron sus promesas.
El gobierno zarista proporcionó a los Oirat acceso libre de aranceles a los mercados de las ciudades fronterizas rusas, donde se les permitía intercambiar sus rebaños y los bienes que habían obtenido de Asia y sus vecinos musulmanes por productos rusos. También se produjo comercio con tribus turcas vecinas bajo control ruso, como los tártaros y los baskires, con quienes los matrimonios mixtos se volvieron comunes. Este acuerdo comercial proporcionó beneficios sustanciales, monetarios y de otro tipo, a los tayishis, noyons y zaisangs de Oirat.
Fred Adelman describió esta era como el Período Fronterizo, que duró desde el advenimiento de Torghut bajo Kho Orluk en 1630 hasta el final del gran Kanato del descendiente de Kho Orluk, Ayuka Khan, en 1724, una fase acompañada por un cambio aculturativo poco discernible (Adelman, 1960: 14-15):
Hubo pocas interrelaciones sostenidas entre calmucos y rusos en el período fronterizo. Los contactos rutinarios consistían principalmente en intercambios estacionales de productos básicos de ganado calmuco y sus productos para necesidades nómadas como té de ladrillo, cereales, textiles y artículos metálicos, en Astrakhan, Tsaritsyn y Saratov. Éste era el tipo de relación de intercambio entre nómadas y artesanos y comerciantes urbanos que tradicionalmente mantenían los calmucos. Los contactos políticos consistieron en una serie de acuerdos sobre la lealtad nominal de los kanes calmucos a Rusia y el cese de las incursiones mutuas por parte de los calmucos, por un lado, y de los cosacos y baskires, por el otro. Unos pocos nobles calmucos se rusificaron y se convirtieron nominalmente en cristianos y fueron a Moscú con la esperanza de conseguir ayuda rusa para sus ambiciones políticas en la estepa calmucos. Sin embargo, los subsidios rusos a los nobles calmucos se convirtieron en un medio eficaz de control político sólo más tarde. Sin embargo, gradualmente los príncipes calmucos llegaron a necesitar el apoyo de Rusia y a acatar la política rusa.
Durante la era de Ayuka Khan, el kanato calmuco alcanzó su apogeo de poder militar y político. El Kanato experimentó prosperidad económica gracias al libre comercio con las ciudades fronterizas rusas, la China Qing y sus vecinos musulmanes. Durante esta época, Ayuka Khan también mantuvo estrechos contactos con sus parientes Oirat en zungaria, así como con el Dalai Lama en el Tíbet.

### Lista de invasiones, guerras y redadas
- 1603: Los calmucos atacaron el Kanato de Jiva (V. V. Bartol), y después de un tiempo algunas de las áreas devastaron el Kanato de Bujará ("Historia de Uzbekistán").
- 1607: Los calmucos tienen un importante enfrentamiento militar con el kanato kazajo, pero el gobernante kazajo Esim Sultan unió un fuerte ejército para defenderse de los calmucos y capturar su territorio en la provincia de Kazajstán Occidental .
- 1619: Para compensar su pérdida ante Esim Sultan y los kazajos, los calmucos se trasladaron al sur, hacia Derbent, y capturaron a los nogais.
- 1620: Los calmucos atacaron a los baskires .
- 1635: Los calmucos van a la guerra en invierno contra los tártaros de Astracán .
- 1645: Los calmucos atacaron Kabardia en el norte del Cáucaso.
- 1650: Los calmucos atacaron la región de Astarabad (noreste de Irán) y enviaron mensajeros al Sha de Persia.
- 1658: Campaña exitosa contra los tártaros y nogais de Crimea .
- 1660: En Tomsk, los calmucos mataron a muchos hombres y capturaron a más de setecientas mujeres y niños.
- 1661: 11 de junio, los calmucos van a la guerra con el Khan de Crimea.
- 1666: A petición del gobierno ruso, tropas de calmucos participaron en los combates en Ucrania contra los tártaros, turcos y polacos.
- 1668: Las fuerzas unidas de calmucos y cosacos participaron en la campaña contra Crimea.
- 1676: Una parte de los calmucos lidera a Mazan Batyr en la guerra ruso-turca .
- 1676: Los calmucos se alían con los kabardianos para detener el avance de las tropas turco-crimeas hacia Kiev y Chuguev.
- 1678: rechazó a los calmucos y cosacos, luego derrotó al ejército de Crimea Khan Murad Giray.
- 1680: Los calmucos asaltaron Penza .
- 1684: La ciudad de los calmucos fue capturada por Sairam. Ayuka Khan realizó una exitosa campaña contra los kazajos, turcomanos y karakalpakos .
- 1696: Los calmucos participaron en la captura de Azov.
- 1698: Los calmucos atacan a los tártaros de Crimea en el sur de Rusia y Ucrania.
- 1700: Los calmucos participaron activamente en la Guerra del Norte, incluida la Batalla de Poltava .
- 1711: 20.474 calmucos y 4.100 rusos atacan Kuban. Matan a 11.460 nogais, ahogan a otros 5.060 y regresan con 2.000 camellos, 39.200 caballos, 190.000 vacas, 220.000 ovejas y 22.100 cautivos humanos, de los cuales sólo 700 eran varones adultos. En el camino a casa se encuentran y derrotan a un grupo de guerra nogai que regresa y liberan a 2.000 cautivos rusos.[4]
- 1735: Los calmucos participaron en la guerra ruso-turca.
- 1735: Los calmucos lanzan campañas exitosas en Kuban y Crimea.
- 1741: Los destacamentos calmucos participaron en la guerra ruso-sueca.
- 1756-1761: Los calmucos participan en la Guerra de los Siete Años.
- 1771: El kanato calmuco acepta ser anexado por Rusia
- 1812 Guerra Patria Kalmukia se unió a la Guerra Patria.

1812 a 1814 Los calmucos recibieron 477 premios y 246 personas recibieron medallas "Por la toma de París".
- En 1814 participó en la toma de París.

#### De Oirat a Kalmuk

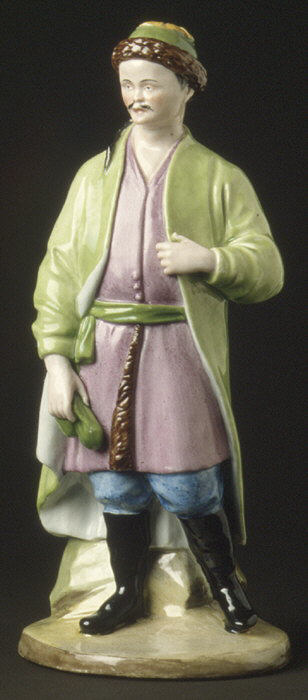
Figura de porcelana de un hombre calmuco, finales del.

Históricamente, las tribus de Mongolia Occidental se identificaban por sus respectivos nombres tribales. Probablemente en el siglo XV, las cuatro principales tribus de Mongolia Occidental formaron una alianza y adoptaron "Dörbet Oirat" como nombre colectivo. Después de que la alianza se disolvió, las tribus de Mongolia Occidental fueron llamadas simplemente "Oirat". A principios del siglo XVII, surgió un segundo gran estado de Oirat, llamado Kanato de Zungaria. Mientras los Dzungar (inicialmente tribus Choros, Dörbet y Khoit) establecían su imperio en el interior occidental de Asia, los Khoshut establecían el Kanato Khoshut en el Tíbet, protegiendo a la secta Gelugpa de sus enemigos, y los Torghut formaban el Kanato calmuco en la región del bajo Volga.
Después de acampar, los Oirat comenzaron a identificarse como "calmucos". Este nombre supuestamente les fue dado por sus vecinos musulmanes kazajos y luego utilizado por los rusos para describirlos. Los Oirat usaban este nombre en sus tratos con los forasteros, es decir, sus vecinos rusos y musulmanes. Pero continuaron refiriéndose a sí mismos por sus afiliaciones tribales, de clan u otras afiliaciones internas.
El nombre Kalmukia, sin embargo, no fue aceptado inmediatamente por todas las tribus Oirat en la región del bajo Volga. Todavía en 1761, los joshut y los zungaros (refugiados del Imperio Qing) se referían a sí mismos y a los Torghut exclusivamente como Oirats. Los Torghut, por el contrario, utilizaron el nombre Kalmukia para ellos mismos, así como para los Khoshut y los Dzungar.
En general, los estudiosos europeos han identificado colectivamente a todos los mongoles occidentales como kalmyks, independientemente de su ubicación (Ramstedt, 1935: v-vi). Estos eruditos (por ejemplo, Sebastian Muenster) se han basado en fuentes musulmanas que tradicionalmente utilizaban la palabra calmuco para describir a los oirats de manera despectiva. Pero los Oirats de China y Mongolia han considerado ese nombre como un término abusivo (Haslund, 1935:214-215). En lugar de ello, utilizan el nombre Oirat o utilizan sus respectivos nombres tribales, por ejemplo, Khoshut, Dörbet, Choros, Torghut, Khoit, Bayid, Mingat, etc. (Anuchin, 1914:57).
Con el tiempo, los descendientes de los inmigrantes Oirat en la región del bajo Volga adoptaron el nombre de Kalmukia, independientemente de su ubicación, a saber, Astracán, la región cosaca del Don, Oremburgo, Stavropol, el Terek y los Urales. Otro nombre generalmente aceptado es Ulan Zalata, o los "de botones rojos" (Adelman, 1960:6).

### Reducción de la autonomía, 1724-1771

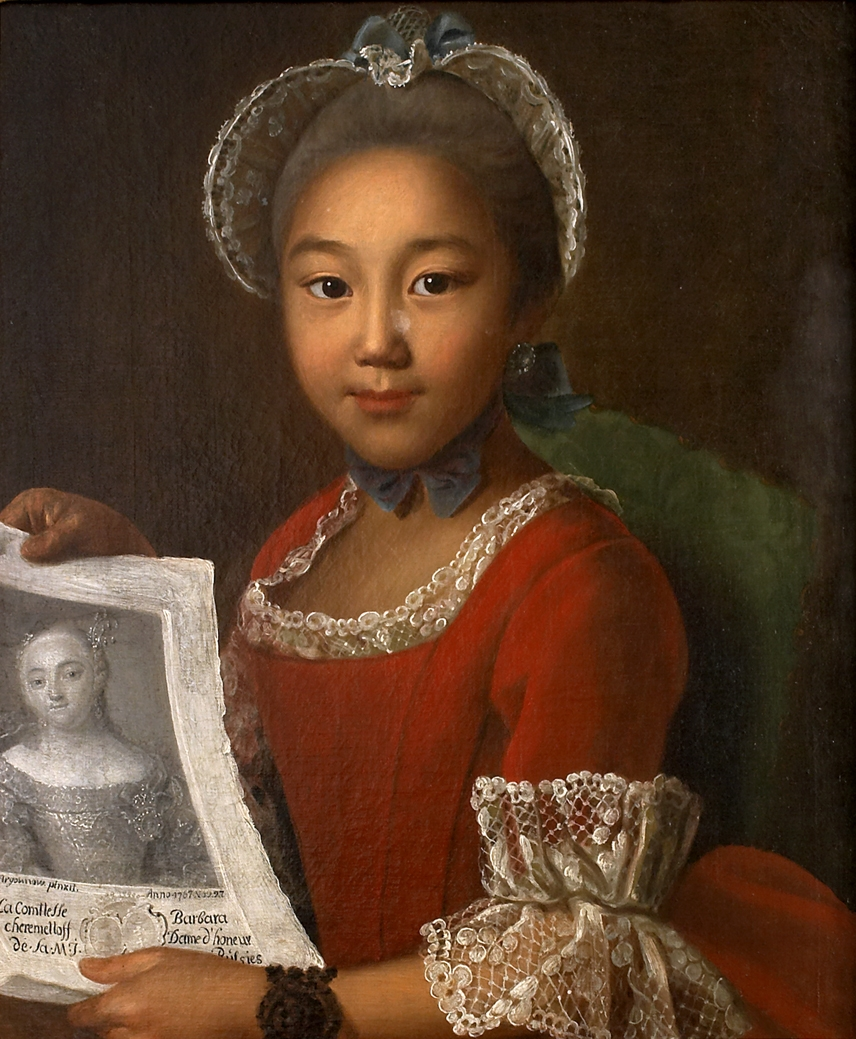
Retrato de una sierva kalmyk vestida al estilo occidental, de Ivan Argunov, 1767

Después de la muerte de Ayuka Khan en 1724, la situación política entre los calmucos se volvió inestable cuando varias facciones buscaron el cargo de Khan. El gobierno zarista también fue socavando gradualmente la autonomía del kanato de Kalmukia. Las políticas de San Petersburgo, por ejemplo, alentaron el establecimiento de asentamientos rusos y alemanes en los pastos que los calmucos utilizaban para vagar y alimentar a su ganado. Además, el gobierno ruso impuso un consejo a Kalmukia Khan, diluyendo así su autoridad, mientras seguía esperando que Kalmukia Khan proporcionara unidades de caballería para luchar en nombre de Rusia. La Iglesia Ortodoxa Rusa, por el contrario, presionó a muchos kalmukos para que adoptaran la ortodoxia. A mediados del siglo XVII, los calmucos estaban cada vez más desilusionados por la invasión y la interferencia de los colonos en sus asuntos internos.
En el invierno de 1770-1771, Ubashi Khan, bisnieto de Ayuka Khan y último calmuco Khan, decidió devolver a su pueblo a su tierra ancestral, Dzungaria, entonces bajo el control de la dinastía Qing. El Dalai Lama, contactado para solicitar su bendición y fijar la fecha de salida, consultó la carta astrológica y fijó la fecha de regreso, pero en el momento de la salida, el debilitamiento del hielo sobre el río Volga sólo permitió a los calmucos que vagaban por la orilla oriental para irse. Los de la margen derecha se vieron obligados a quedarse atrás.

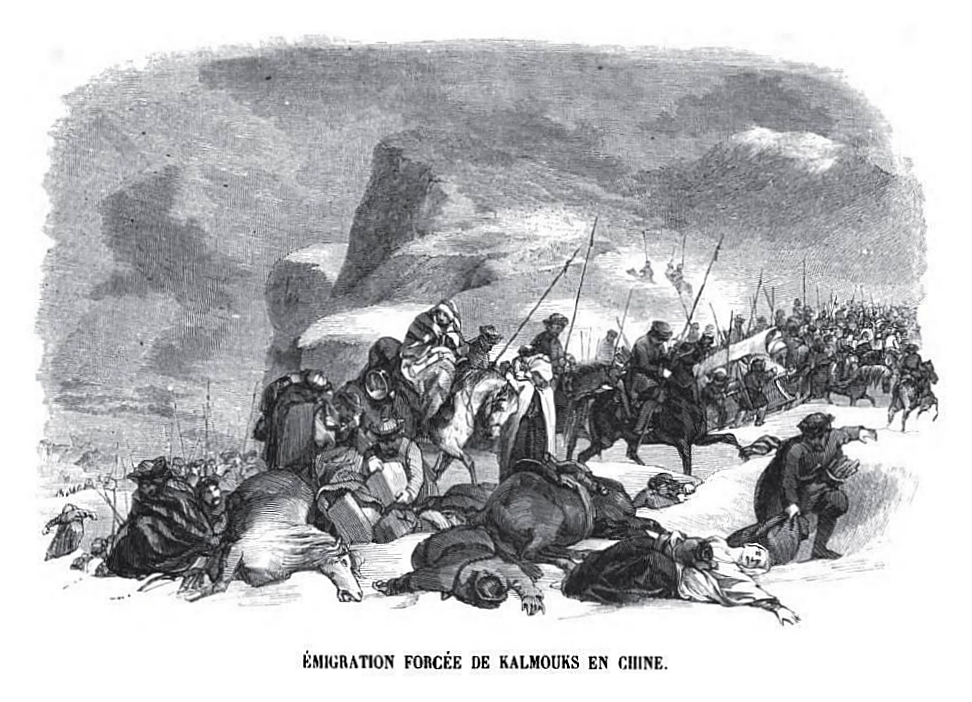
"Éxodo de 500.000 kalmyks a China en 1771". Grabado de Charles Michel Geoffroy.

Bajo el liderazgo de Ubashi Khan, aproximadamente 200.000 kalmyks comenzaron el viaje desde sus pastos en la margen izquierda del río Volga hasta Dzungaria. Aproximadamente cinco sextas partes de la tribu Torghut siguieron a Ubashi Khan. La mayoría de los Khoshuts, Choros y Khoits acompañaron a los Torghuts en su viaje a Dzungaria. La tribu Dörbet, por el contrario, prefirió no ir. Los kalmyks que se reasentaron en territorio Qing llegaron a ser conocidos como Torghuts Si bien la primera fase de su movimiento se convirtió en los Viejos Torghuts, los Qing llamaron a los inmigrantes Torghut posteriores "Nuevos Torghut". Diversas estimaciones sitúan el tamaño del grupo saliente en unos 169.000 humanos, con quizás hasta seis millones de animales (bovinos, ovinos, caballos, camellos y perros). Acosados por las incursiones, la sed, el frío y el hambre, aproximadamente 70.000 supervivientes llegaron a Zungaria.
Después de que sus fuerzas no lograron detener la huida, la emperatriz rusa Catalina II abolió el kanato kalmuko en octubre de 1771, transfiriendo todos los poderes gubernamentales sobre los kalmukos restantes al gobernador de Astracán. El título de Khan fue abolido. El cargo de gobierno nativo más alto que quedaba era el de Vice-Khan, también reconocido por el gobierno como el príncipe calmuco de mayor rango. Al nombrar al Vice-Khan, el gobierno zarista pasó a ser permanentemente la fuerza decisiva en el gobierno y los asuntos de Calmuquia.

## Lista de kanes calmucos

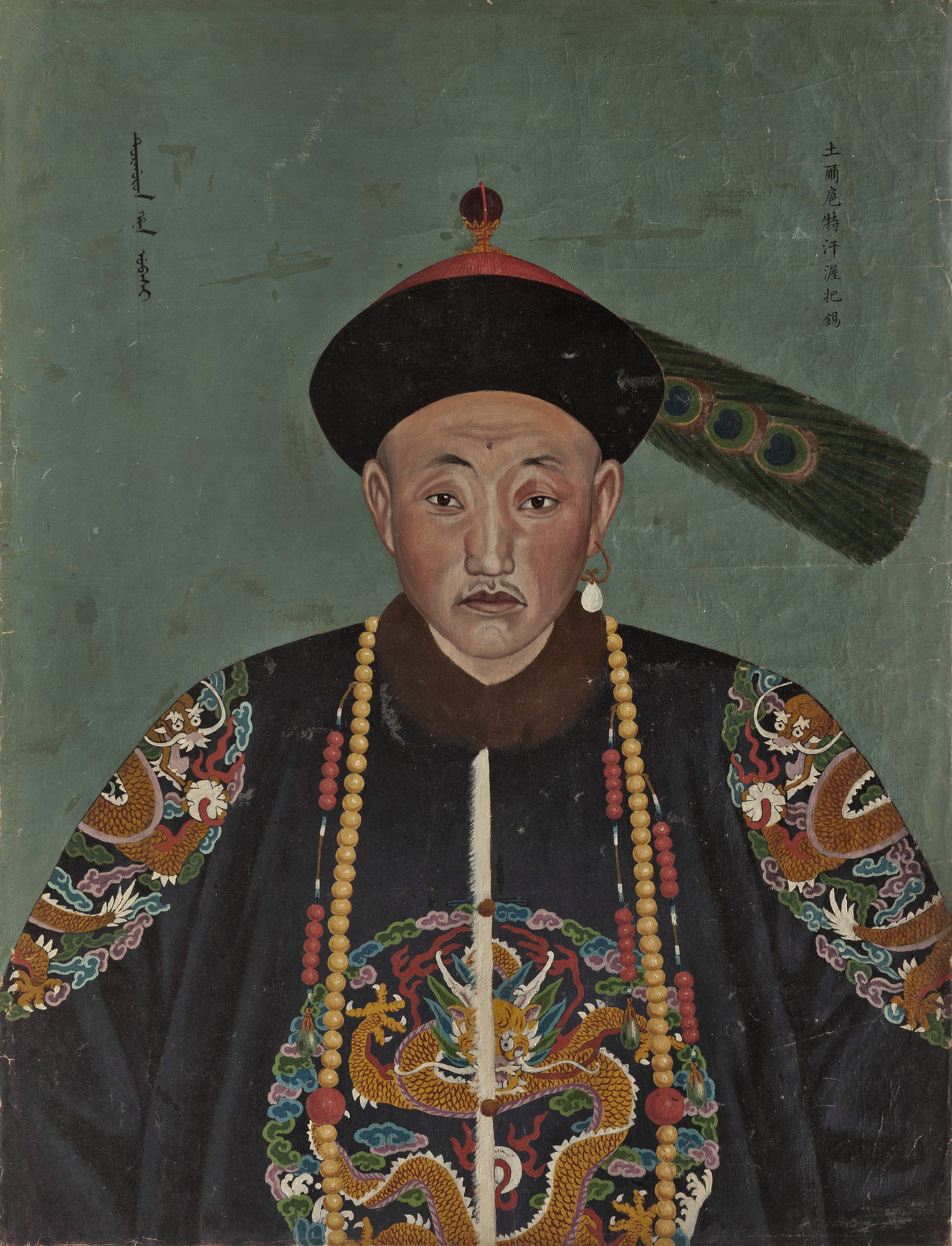
Ubashi Khan (1744-1774) con traje de la dinastía Qing (colección 紫光阁功臣像). Pintura al óleo, Museo Reiss Mannheim, Alemania

- Kho Orluk (1633-1644)
- Shujur Daichin (1644-1661)
- Puntsug (Monchak) (1661-1672)
- Ayuka Khan (1672-1723)
- Tseren Donduk Khan (1723-1735)
- Donduk Ombo Khan (1735-1741)
- Donduk Dashi Khan (1741-1761)
- Ubashi Khan (1761-1771)
- Dodbi Khan (1771-1781)
- As Saray Khan (1781)

## Otras lecturas
- Khodarkovsky, Michael (1992). Where Two Worlds Met: The Russian State and the Kalmyk Nomads, 1600–1771. Cornell University. ISBN 0801473403.

- Datos: Q4210248